# Francisco Hernández-Pacheco de la Cuesta
Francisco Hernández-Pacheco de la Cuesta (Valladolid, 16 de febrer de 1899 - Madrid, 7 de desembre de 1976) va ser un científic espanyol, doctor en Ciències Naturals i acadèmic de la Reial Acadèmia de Ciències Exactes, Físiques i Naturals.

## Biografia
Fill de l'insigne geòleg i paleontòleg Eduardo Hernández-Pacheco y Estevan, autor del primer Mapa geològic d'Espanya, i de María de la Cuesta Catalán. Va ingressar en l'Institut Cardenal Cisneros, on va obtenir el batxillerat. Va cursar la carrera de ciències naturals en la facultat de ciències de la Universitat Central de Madrid, on es va llicenciar el 1920 amb la qualificació més alta. El 1921 va publicar el seu primer article, i el 1929 obté el títol de doctor. El 1933 guanya per oposició la càtedra de geografia física de la facultat de ciències.
El 1928 va començar a treballar a l'Institut Geològic i Miner d'Espanya per a la confecció de les fulles geològiques d'escala 1:50 000, (projecte Magna) labor en la qual va col·laborar fins a la fi de l'última fulla, el 1972.
Durant la Guerra Civil Espanyola fugí del Madrid controlat pel Front Popular per refugiar-se a la casa familiar d'Alcuéscar, a Extremadura, d'on era el seu pare. Durant aquest període escriu El segmento medio de las sierras centrales de Extremadura, que serà publicat el 1939.
Després continuà com a catedràtic de Geografia Física de la Facultat de Ciències de la Universitat de Madrid i com a professor adjunt de Geologia a l'Escola Superior d'Enginyers de Camins, Canals i Ports. També fou director del Museu Nacional de Ciències Naturals de Madrid, membre de la Reial Societat Geogràfica d'Espanya i president de la Reial Societat Espanyola d'Història Natural, conseller de nombre del Patronat "Diego de Saavedra Fajardo" i Director de l'Institut de Recerques Geològiques "Lucas Mallada" del CSIC. El 1957 fou escollit acadèmic de la Reial Acadèmia de Ciències Exactes, Físiques i Naturals; va ingressar l'any següent amb el discurs Evolución del relieve peninsular en relación con las obras hidráulicas.

## Obres
- El glaciarismo cuaternario en las montañas de Reinosa (1944-01-01).
- Estudio de la región volcánica central de España (1932-01-01).
- Los niveles de playas cuaternarias de Lanzarote (1969-01-01).
- Evolución del relieve peninsular en relación con las obras hidráulicas (1958-03-26).
- Nota preliminar de una prospección geológica reciente en el Sáhara español (1942-09-01).
- Geología y Fisiografía de la Guinea continental española (1936-06-01)-
- Las terrazas cuaternarias del Río Pisuerga, entre Dueñas y Valladolid (1928-06-01)-
- Rasgos geográficos y geológicos del Estrecho de Gibraltar y de las comarcas que lo limitan (1961-01-01).
- Características fisiográficas y geológicas de la isla de Alborán (1973-01-01) .
- Geomorfología de la cuenca media del Sil (1950-01-01).
- Rasgos fisiográficos de la isla de Annobón (1941-06-01).
- Geografía física y geología del Sáhara español
- Geografía física de las provincias españolas ecuatoriales.
- Estudio de la región volcánica central de España.
- Geografía física y geología de Ifni.
- El Glaciarismo cuaternario de la Serrota.